# Paulo Guilherme Enoque
Enoque, właśc. Paulo Guilherme Enoque (ur. 16 sierpnia 1987) – angolski piłkarz grający na pozycji obrońcy.

## Kariera klubowa
Karierę piłkarską Enoque rozpoczął w klubie GD Interclube ze stolicy kraju, Luandy. W 2007 roku zadebiutował w jego barwach w pierwszej lidze angolskiej. Swój pierwszy sukces w karierze osiągnął jeszcze w debiutanckim sezonie, gdy wywalczył z Interclube mistrzostwo Angoli. W 2008 roku odszedł do Santos Futebol Clube, z którym w tym samym roku zdobył Puchar Angoli.
W 2010 roku Enoque przeszedł do Recreativo Libolo. W 2011 roku zdobył z nim mistrzostwo Angoli. W 2012 roku grał w Sport Luanda e Benfica. W 2013 roku przeniósł się do AS Aviação, a w 2015 roku został zawodnikiem FC Bravos do Maquis.

## Kariera reprezentacyjna
W reprezentacji Angoli Enoque zadebiutował 10 października 2009 roku w wygranym 2:1 towarzyskim spotkaniu z Maltą. W 2010 roku został powołany do kadry na Puchar Narodów Afryki 2010.